# Niquelina
La niquelina o nicolita es un mineral compuesto de arseniuro de níquel, NiAs, que contiene 43,9% de níquel y el 56,1% de arsénico.
Suelen contener pequeñas cantidades de azufre, hierro y cobalto, y a veces el arsénico es reemplazado en gran medida por el antimonio. Forma una serie isomorfa con la breithauptita (antimoniuro de níquel).

## Etimología e historia
Cuando, en el Erzgebirge medieval alemán (montañas de mineral), se encontró un mineral rojo que parecía un mineral de cobre, los mineros que buscaban cobre no podían extraer nada de él, ya que no contiene nada. Se culpó a un duende travieso de la mitología alemana de que el níquel (similar a Old Nick) ocultara el cobre (en alemán: Kupfer):. Kupfernickel el travieso. Este equivalente alemán de la palabra "cobre-níquel" ya era utilizada en 1694 (otros sinónimos en alemán antiguo eran Rotnickelkies y Arsennickel).
En 1751, el Barón Axel Fredrik Cronstedt estaba intentando extraer cobre del mineral kupfernickel, y obtuvo en cambio un metal blanco que llamó níquel siguiendo el nombre del citado espíritu malévolo. En alemán moderno, Kupfernickel y Kupfer-nickel designa la aleación llamada cuproníquel y no a este mineral.
Los nombres niquelina (F. S. Beudant, 1832) y nicolita (J.D. Dana, 1868) se refieren a la presencia de níquel (Niccolum, en latín).

## Ocurrencia
La niquelina se forma por la modificación hidrotermal de rocas ultramáficas y depósitos de mineral asociados, y puede formarse por la sustitución de sulfuros de cobre-níquel (sustituyendo la pentlandita, y en asociación con sulfuros de cobre arsénico), o por metasomatismo de rocas ultramáficas, libres de azufre, donde los fluidos metasomáticos introducen azufre, carbonato, y arsénico. Esto se traduce normalmente en la presencia de minerales ensamblados incluyendo millerita, heazlewoodita y pentlandita-pirita metamórficas mediante sulfuración y arsenopirita-breithauptita-niquelina asociados.
Los minerales asociados incluyen: arsenopirita, barita, plata, cobaltita, pirrotita, pentlandita, calcopirita, breithauptita y maucherita. La niquelina altera para dar annabergita (una capa de arseniato de níquel verde) al sufrir la exposición al aire húmedo.
La mayoría de estos minerales se pueden encontrar en los alrededores de Sudbury y Cobalt, Ontario. Otras localizaciones incluyen el flanco oriental del domo Widgiemooltha, Australia Occidental, en conjuntos alterados pentlandita-pirrotita-pirita en las minas de níquel Mariners, Redross y Miitel donde la niquelina se produce por alteración regional conteniendo Au-Ag-As y metasomatismo de carbonatos. También aparece en minas de níquel de la zona de Kambalda, alteradas de forma similar.

## Estructura cristalina
La celdilla unidad de la niquelina se utiliza como prototipo de una clase de sólidos con estructuras cristalinas similares. Los compuestos que adoptan la estructura de NiAs son generalmente calcogenuros, arseniuros, antimoniuros y bismuturos de metales de transición. Los miembros de este grupo incluyen al sulfuro de cobalto (II) y al sulfuro de hierro (II).

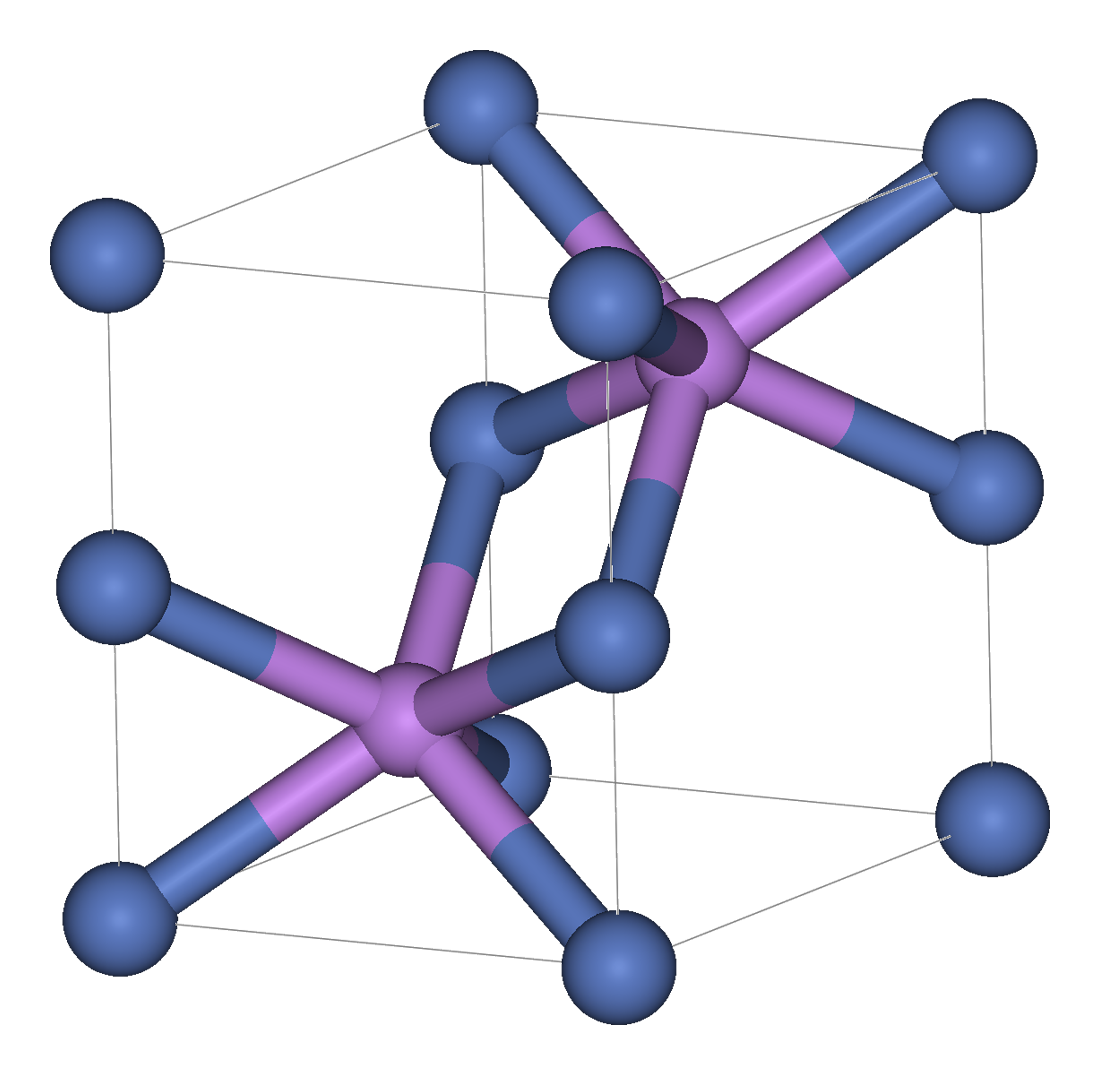
La celda unidad del arseniuro de níquel

Los siguientes minerales son miembros del grupo de la niquelina:
- Breithauptita: antimoniuro de níquel, NiSb
- Freboldita: Seleniuro de cobalto, CoSe
- Imgreita: Telururo de níquel, NiTe
- Langistita: Arseniuro de cobalto y níquel, (Co,Ni)As
- Niquelina: Arseniuro de níquel, NiAs
- Pirrotita: Sulfuro de hierro Fe1-xS
- Sederholmita: Seleniuro de níquel, NiSe
- Stumpflita: Antimoniuro bismuturo de platino, Pt(Sb,Bi)
- Sudburita: Antimoniuro de paladio y níquel, (Pd,Ni)Sb
- Troilita: Sulfuro de hierro, FeS

## Importancia económica
La niquelina es un mineral de níquel de interés económico, que forma parte de los yacimientos de sulfuros polimetálicos de Canadá, Australia y Marruecos. Este tipo de yacimientos, aunque contienen globalmente unas reservas inferiores a los de lateritas, representan actualmente la mayoría del níquel extraído.